# Eta Arietis
Eta Arietis (η Ari / η Arietis) é uma estrela da constelação de Aries. É uma anã branco-amarela da sequência principal e a sua magnitude aparente é +5,23. Está localizada a aproximadamente 98,3 anos-luz da Terra.